# Maklári repülőtér
A Maklári repülőtér Maklár keleti részén, a falutól 50-150 méterre keletre fekszik. A repülőtértől keletre fut az Eger-patak kanyargós medre, melyet itt már Rima-pataknak hívnak. Észak felől a Bükk hegység, keletről az Öreghegy dél felé, az Alföld irányában ellaposodó, szőlőültetvényekkel borított domb, délről síkság, nyugat-délnyugat felől Maklár település, északnyugat felől Nagytálya határolja. A kifutó burkolata fű.

## További adatok
- Csak nappali VFR-repülés folytatható
- Magasság: 80 m (262 ft)
- Pályairány: 17–35
- Iskolakör magassága: 1500 m
- Kategória: IV.
- Frekvencia: 134,8 MHz[2]